# 伯明翰埃奇巴斯頓 (英國國會選區)
伯明翰埃奇巴斯頓（英語：Birmingham, Edgbaston），英國國會一自治市選區，位於英格蘭西米德蘭茲郡伯明翰市中心以南，包括四個地方選區。創設於1885年。
該區自1898年以來，一直支持保守黨，工黨在1997年才首次當選並連任至今。2010年大選中工黨的吉賽拉·斯圖爾特以40.6%選票勝出，成功連任。有趣的是，自1953年以來，本區三任當區議員全為女性。